# Kawanabe Kyosai
En aquest nom japonès, el cognom és Kawanabe.

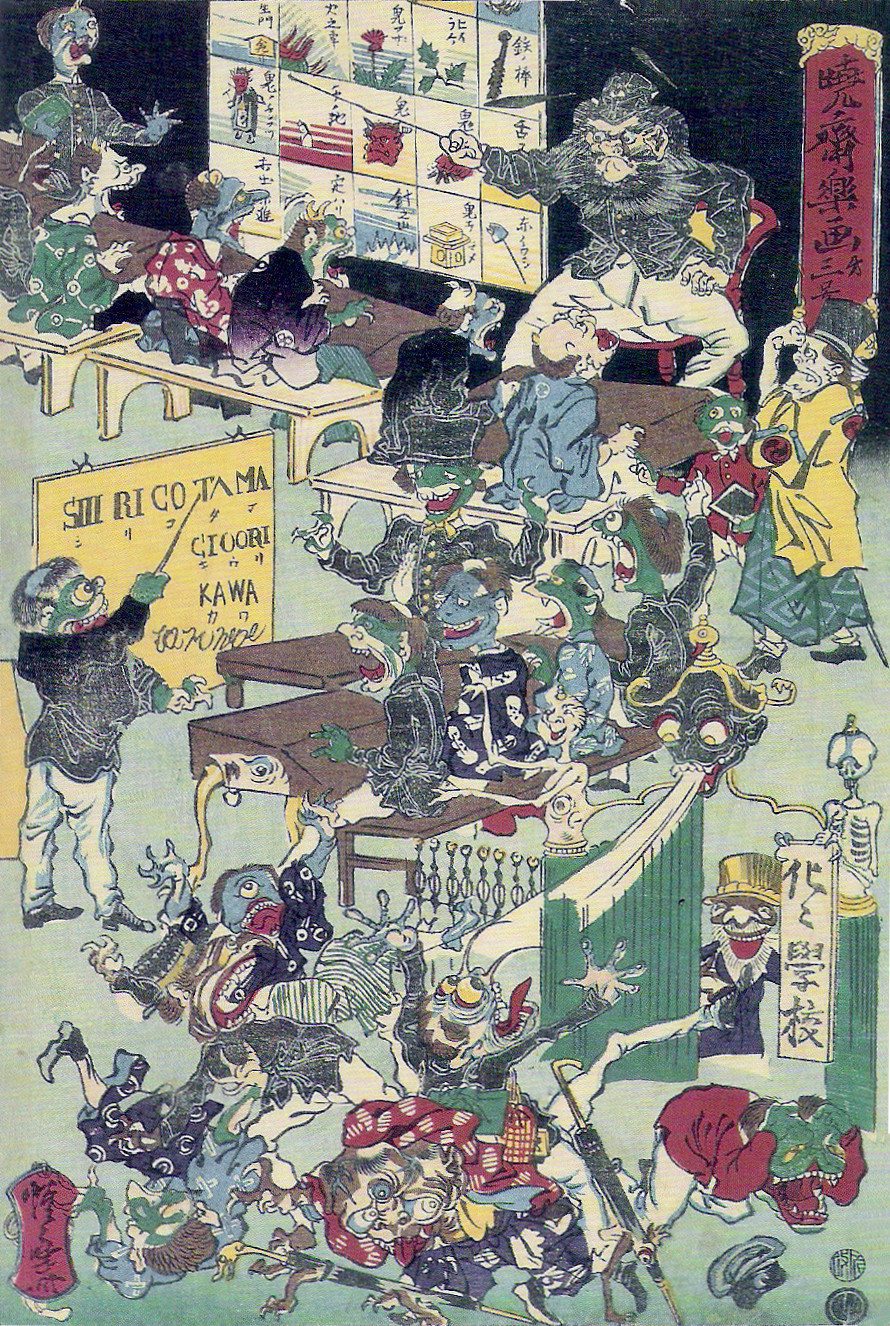
Bake-Bake Gakko (化々學校), o "Escola per a espectres", de Kyōsai. L'agost de 1872, el govern Meiji va decidir implementar un sistema d'educació obligatòria. En aquesta caricatura, els dos dimonis (a dalt) i kappa (centre) estan aprenent el vocabulari referent a la seva vida quotidiana. Als primers els ensenya l'apaga-dimonis Shoki, vestit amb uniforme d'estil occidental. Uns follets entremaliats intenten entrar a l'escola (a sota), però són esvandits pel Déu del Vent.

Kawanabe Kyōsai (河鍋暁斎, 1831–1889) va ser un artista japonès, en paraules d'un crític, "un individualista i un independent, potser l'últim virtuós de la pintura japonesa tradicional".
En viure el pas del període Edo al període Meiji, Kyōsai va ser testimoni de la transformació que va patir el Japó des d'un país feudal a un estat modern. Nascut a Koga, era fill d'un samurai. Després d'un temps curt treballant de noi amb Utagawa Kuniyoshi, va rebre la seva formació artística a l'escola Kano, però aviat va abandonar les tradicions formals i es va llençar a la major llibertat de l'escola popular. Durant la commoció política que va produir i va seguir la revolució de 1867, Kyōsai es va guanyar una reputació com a caricaturista. El van arrestar tres vegades i les autoritats del shogunat el van empresonar. Poc després de l'assumpció del poder efectiu per part de l'emperador, es va celebrar un gran congrés de pintors i homes de lletres en el que Kyōsai era present. Va tornar a expressar la seva opinió del nou moviment en una caricatura, que va tenir un gran èxit de públic, però que també el va dur a mans de la policia, aquest cop de la part contrària.
S'ha de considerar a Kyōsai com el gran successor d'Hokusai (de qui, tanmateix, no era deixeble), i com el primer caricaturista polític del Japó. Tant la seva obra com la seva vida són una mica salvatges i indisciplinades, i de vegades afectades per les copes de sake. Però si no gaudia de la dignitat, el poder i la reticència d'Hokusai, ho substituïa amb una exuberant imaginació, que sempre li dona interès al seu nivell com a dibuixant de gran excel·lència tècnica.

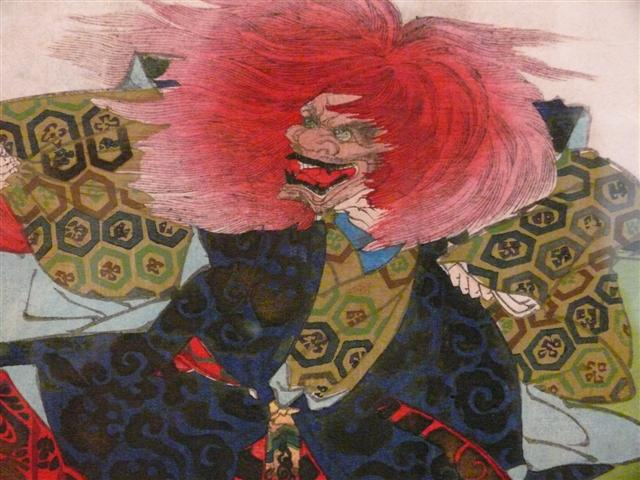
Renjishi (連獅子), o "Dansa d'un parell de lleons", de Kyōsai. Renjishi és una famosa dansa del teatre kabuki.

A més de les seves caricatures, Kyōsai va pintar una gran quantitat de quadres i esbossos, sovint triant temes del folklore del seu país. Al Museu Britànic hi ha una bona col·lecció d'aquests treballs, i també n'hi ha bons exemples a la Biblioteca d'Art Nacional de South Kensington i al Museu Guimet de París. El Museu Memorial Kawanabe Kyosai Arxivat 2009-04-20 a Wayback Machine. es va fundar el 1977 a Warabi, Prefectura de Saitama, Japó.